# Manuel Barbosa
Manuel Barbosa (Ponta Delgada, 17 de dezembro de 1905 — São Brás de Alportel, 27 de junho de 1991) foi um escritor, tradutor, advogado, professor do ensino secundário, político e lutador antifascista açoriano. 

## Biografia
Licenciado em Direito e em Ciências Histórico-Filosóficas, pela Universidade de Coimbra, fixou-se na Ribeira Grande, em 1948, onde fundou o Externato Ribeiragrandense, a primeira instituição de ensino pós-primário daquele concelho da ilha de São Miguel. Exerceu paralelamente advocacia.
Foi militante do PCP, embora numa linha não ortodoxa, e esteve ligado à Oposição Democrática, integrando a lista da CDE, no Distrito Autónomo de Ponta Delgada, em 1969, juntamente com António Borges Coutinho e João Silvestre Pacheco.
Depois da Revolução de 25 de Abril de 1974, aderiu ao MDP/CDE. Em agosto de 1975, foi obrigado a fugir para o Continente, por um grupo de indivíduos ligados à extrema-direita separatista, recebendo apenas proteção policial para conseguir embarcar no avião. Mais tarde, voltaria a residir na Ribeira Grande e a filiar-se no PCP.
Publicou várias obras, das quais se destacam o estudo Luta Pela Democracia nos Açores (1978), fundamental para a história contemporânea dos Açores, no âmbito literário, Memórias das Ilhas Desafortunadas (1981), e no pedagógico, Memórias da Cidade Futura (1988).  
Em 2005, foi inaugurado um seu busto na Ribeira Grande e agraciado com o grau de Comendador da Ordem da Instrução Pública, a 19 de abril. O busto, de fraca qualidade e muito criticado, seria mais tarde removido.

## Obras
- A nossa terra: coplas da revista fantazia em 2 actos, 11 quadros e 2 apoteoses (1951)
- Flores silvestres (1952)
- Incerta via : poemas (1953, 2ª edição, aumentada, 1989)
- Folclore terceirense : quadras populares (1954)
- Frutuoso, vida e obras (1956)
- 5 english poems (1960)
- Virgílio de Oliveira : o homem, o poeta e o ideológo Antologia (1969)
- Luta pela democracia nos Açores  (1978)
- Memórias das ilhas desafortunadas (1981)
- Figuras & perfis literários (1983)
- Enquanto o galo canta : contos, bibliografia (1985)
- Memórias da cidade futura (1988)